# Artur Nogal
Artur Nogal (* 26. srpna 1990 Varšava) je polský rychlobruslař.
Od roku 2009 se účastnil Světového poháru juniorů, v seniorském Světovém poháru debutoval roku 2012. Startoval na Zimních olympijských hrách 2014, kde v závodě na 500 m skončil na 36. místě. Na Mistrovství Evropy 2018 získal bronzovou medaili v týmovém sprintu. Zúčastnil se Zimních olympijských her 2018, kde v závodě na 500 m skončil na 36. místě.